# Власик. Тень Сталина
«Вла́сик. Тень Ста́лина» (другое название — «Вла́сик. Тень одино́чества») — российский многосерийный биографический телевизионный художественный фильм режиссёра Алексея Мурадова, снятый в 2015 году кинокомпанией «Пиманов и партнёры» совместно с ФСО России.
Премьера картины состоялась с 10 по 18 мая 2017 года на «Первом канале».

## Сюжет
Фильм посвящён судьбе Николая Власика — начальника охраны Сталина с 1931 по 1952 годы. Также подробно рассказывается об окружении Сталина и о жизни его семьи на протяжении десятилетий.

## В ролях
- Константин Милованов — Николай Сидорович Власик, начальник охраны Иосифа Сталина
- Ольга Погодина — Ася Лемке, возлюбленная Власика
- Леван Мсхиладзе — Иосиф Виссарионович Сталин
- Юлия Мельникова — Людмила, супруга Власика
- Иван Кокорин — Михаил Миронов, заместитель Власика
- Дмитрий Аксёнов — Сергей Миронович Киров, государственный и политический деятель
- Виктория Маслова — Ангелина Витковская, актриса, любовница Власика, позднее — Генриха Ягоды
- Владислав Ветров — Вячеслав Рудольфович Менжинский, председатель ОГПУ СССР
- Игорь Арташонов — Николай Иванович Ежов, народный комиссар внутренних дел СССР
- Адам Булгучев — Лаврентий Павлович Берия, народный комиссар внутренних дел СССР
- Виктор Балабанов — Вячеслав Михайлович Молотов
- Александр Резалин — Анастас Микоян
- Михаил Богдасаров — Мирон Иванович Мержанов, архитектор, друг Власика
- Денис Варенов — Роман Кармен
- Александр Ильин — Алексей Каплер
- Юрий Маслак — граф фон Шуленбург, посол Германии в СССР
- Павел Ващилин — Василий Сталин, сын Сталина
- Кристина Казинская — Светлана Аллилуева, дочь Сталина
- Ольга Вечкилёва — Валя Истомина, прислуга на даче Сталина
- Даниил Спиваковский — Владимир Стенберг, художник, друг Власика
- Владимир Гараев — Павел Аллилуев
- Татьяна Паршина — Надежда Аллилуева, жена Сталина
- Сергей Шевченко — Яков Джугашвили, сын Сталина от первого брака
- Диана Максимова — Юлия Мельцер
- Александр Нехороших — Семён Будённый
- Сергей Шеховцов — Климент Ворошилов
- Алексей Устинов — Лазарь Каганович
- Сергей Погосян — Серго Орджоникидзе
- Ксения Кастор — Полина Жемчужина
- Сергей Потапов — генерал Новик
- Владимир Большов — Иван Францевич Юсис
- Дмитрий Янышевский — Крутько
- Оксана Земляникова — Капитолина Васильева, жена В. Сталина
- Виктор Проскурин — старик Николай Угодник

## Съёмочная группа
- Автор сценария: Валерия Байкеева при участии Алексея Пиманова
- Оператор-постановщик: Роберт Филатов, R.G.C.
- Художник-постановщик: Олег Смаровский
- Композитор: Олег Ладов
- Режиссёр-постановщик: Алексей Мурадов
- Постановщик трюков: Анзор Тхайцуков

## Производство
После выхода сериала «Жуков» Алексею Пиманову предложили снять ещё один фильм на историческую тему. Было решено снять фильм о Николае Власике, поскольку именно он был свидетелем важнейших событий истории Советского государства. Ещё в начале 2000-х, снимая документальный цикл «Кремль-9», Алексей Пиманов познакомился с приёмной дочерью Николая Власика — Надеждой Николаевной Власик-Михайловой.

Ещё была жива Надежда Николаевна Власик, его дочь. Мы её снимали для цикла документальных фильмов «Кремль-9». Надежда Николаевна жила в маленькой квартирке, в двух шагах от станции метро «Белорусская». Жила небогато, болела очень сильно. Ненавязчиво, крайне деликатно стали ей помогать, заботились. За несколько месяцев до смерти она мне позвонила, попросила приехать. Приехал. Слово за слово… Я её слушаю, а она вдруг и говорит: «Алексей, а вот сходите в чуланчик. Там есть чемодан, лежит наверху без ручки, такой дерматиновый». Я его взял, открываю и говорю: «Это что?» А там такие блокнотики разрозненные, обрывки бумаг с карандашными пометками, салфетки, на которых записи были. Я переспрашиваю: «Это что такое?» Она говорит: «Дневники отца». То есть она их 50 лет никому не давала. Я был первым, кто их в руках держал. Их было очень сложно расшифровать, потому что он писал очень так отрывочно. Надо было ещё догадаться, кого он имеет в виду… В общем, своя эпопея… Сейчас дневники Власика в архиве Федеральной службы охраны— Алексей Пиманов, продюсер
Съёмки фильма проходили в Ростове-на-Дону, Абхазии, Санкт-Петербурге, Сочи и в Москве, в частности, на территории Кремля.